# Kenia na Mistrzostwach Świata w Lekkoatletyce 2013
Kenia na Mistrzostwach Świata w Lekkoatletyce 2013 – reprezentacja Kenii podczas czempionatu w Moskwie liczyła 49 zawodników.

## Medaliści
| Medal | Zawodnik              | Konkurencja                            |
| ----- | --------------------- | -------------------------------------- |
|       | Asbel Kiprop          | Bieg na 1500 m mężczyzn                |
|       | Ezekiel Kemboi        | Bieg na 3000 m z przeszkodami mężczyzn |
|       | Eunice Sum            | Bieg na 800 m kobiet                   |
|       | Edna Kiplagat         | Maraton kobiet                         |
|       | Milcah Chemos Cheywa  | Bieg na 3000 m z przeszkodami kobiet   |
|       | Lidya Chepkurui       | Bieg na 3000 m z przeszkodami kobiet   |
|       | Gladys Cherono        | Bieg na 10 000 m kobiet                |
|       | Mercy Cherono         | Bieg na 5000 m kobiet                  |
|       | Conseslus Kipruto     | Bieg na 3000 m z przeszkodami mężczyzn |
|       | Nancy Langat          | Bieg na 1500 m kobiet                  |
|       | Isiah Kiplangat Koech | Bieg na 5000 m mężczyzn                |
|       | Paul Kipngetich Tanui | Bieg na 10 000 m mężczyzn              |

## Występy reprezentantów Kenii

### Mężczyźni

#### Konkurencje biegowe

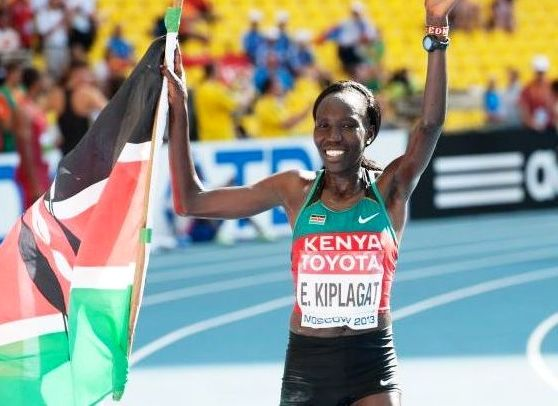
Edna Kiplagat po zwycięstwie w maratonie

| Konkurencja                   | Zawodnik | Eliminacje   | Eliminacje | Półfinał | Półfinał | Finał         | Finał   |
| Konkurencja                   | Zawodnik | Rezultat     | Pozycja    | Rezultat | Pozycja  | Rezultat      | Pozycja |
| ----------------------------- | --- | ------------ | ---------- | -------- | -------- | ------------- | ------- |
| Bieg na 800 m                 | Anthony Chemut | 1:47,13      | 22. Q      | 1:46,06  | 15.      | NQ            | NQ      |
| Bieg na 800 m                 | Ferguson Rotich Cheruiyot                                                                                                   | 1:45,25      | 2. Q       | DSQ      | DSQ      | NQ            | NQ      |
| Bieg na 800 m                 | Jeremiah Kipkorir Mutai | 1:50,17      | 40.        | NQ       | NQ       | NQ            | NQ      |
| Bieg na 1500 m                | Silas Kiplagat | 3:39,31      | 18. Q      | 3:43,52  | 13. Q    | 3:37,11       | 6.      |
| Bieg na 1500 m                | Asbel Kiprop | 3:38,15      | 1. Q       | 3:43.30  | 12. Q    | 3:36,28       | złoto   |
| Bieg na 1500 m                | Nixon Chepseba | 3:38,37      | 2. Q       | 3:35,88  | 1. Q     | 3:36,87       | 4.      |
| Bieg na 1500 m                | Bethwell Birgen | 3:38,60      | 7. Q       | 3:37,34  | 10.      | NQ            | NQ      |
| Bieg na 5000 m                | Isiah Kiplangat Koech | 13:22,19     | 3. Q       | —        | —        | 13:27,26      | brąz    |
| Bieg na 5000 m                | Thomas Pkemei Longosiwa | 13:23,94     | 9. Q       | —        | —        | 13:27,67      | 4.      |
| Bieg na 5000 m                | Edwin Soi | 13:21,44     | 2. Q       | —        | —        | 13:29,01      | 5.      |
| Bieg na 5000 m                | John Kipkoech | 13:31,21     | 17.        | —        | —        | NQ            | NQ      |
| Bieg na 10 000 m              | Bidan Muchiri Karoki | —            | —          | —        | —        | 27:27,17      | 6.      |
| Bieg na 10 000 m              | Paul Kipngetich Tanui | —            | —          | —        | —        | 27.22,61      | brąz    |
| Bieg na 10 000 m              | Kenneth Kipkemoi | —            | —          | —        | —        | 27:28,50 (SB) | 7.      |
| Maraton                       | Bernard Koech | —            | —          | —        | —        | DNF           | DNF     |
| Maraton                       | Michael Kipyego | —            | —          | —        | —        | 2:17:47       | 25.     |
| Maraton                       | Bernard Kipyego | —            | —          | —        | —        | 2:14:01       | 12.     |
| Maraton                       | Peter Kimeli Some | —            | —          | —        | —        | 2:11:47       | 9.      |
| Maraton                       | Nicholas Kipkemboi | —            | —          | —        | —        | DNF           | DNF     |
| Bieg na 3000 m z przeszkodami | Conseslus Kipruto | 8:22,31      | 7. Q       | —        | —        | 8:06.37       | srebro  |
| Bieg na 3000 m z przeszkodami | Abel Kiprop Mutai | 8:19,15      | 3. Q       | —        | —        | 8:17,04       | 7.      |
| Bieg na 3000 m z przeszkodami | Ezekiel Kemboi | 8:23,84      | 11. Q      | —        | —        | 8:06,01       | złoto   |
| Bieg na 3000 m z przeszkodami | Paul Kipsiele Koech | 8:22,88      | 8. Q       | —        | —        | 8:08,62       | 4.      |
| Sztafeta 4 × 400 m mężczyzn   | Alfas Kishoyan Anthony Chemut Moses Kipkorir Kertich Mike Mokamba Nyang'Au Boniface Mweresa Boniface Mucheru Vincent Kosgei | 3:06,29 (SB) | 23.        | —        | —        | NQ            | NQ      |

Kursywą zawodnicy rezerwowi.

#### Konkurencje techniczne
| Konkurencja    | Zawodnik    | Eliminacje | Eliminacje | Finał        | Finał   |
| Konkurencja    | Zawodnik    | Rezultat   | Pozycja    | Rezultat     | Pozycja |
| -------------- | ----------- | ---------- | ---------- | ------------ | ------- |
| Rzut oszczepem | Julius Yego | 80,88 m    | 8. q       | 85,40 m (NR) | 4.      |

### Kobiety

#### Konkurencje biegowe
| Konkurencja                   | Zawodniczka                 | Eliminacje   | Eliminacje | Półfinał | Półfinał | Finał         | Finał   |
| Konkurencja                   | Zawodniczka                 | Rezultat     | Pozycja    | Rezultat | Pozycja  | Rezultat      | Pozycja |
| ----------------------------- | --------------------------- | ------------ | ---------- | -------- | -------- | ------------- | ------- |
| Bieg na 400 m                 | Maureen Jelagat             | DSQ          | DSQ        | NQ       | NQ       | NQ            | NQ      |
| Bieg na 800 m                 | Eunice Sum                  | 2:00,49      | 14. Q      | 2:00,70  | 7. Q     | 1:57,38 (PB)  | złoto   |
| Bieg na 800 m                 | Winny Chebet                | 1:59,58 (SB) | 5. q       | 2:01,04  | 12.      | NQ            | NQ      |
| Bieg na 1500 m                | Hellen Onsando Obiri        | 4:06,98      | 2. Q       | 4:05,76  | 10. Q    | 4:06,01       | 9.      |
| Bieg na 1500 m                | Faith Chepngetich Kipyegon  | 4:08,66      | 19. Q      | 4:04,83  | 2. Q     | 4:05,08       | 5.      |
| Bieg na 1500 m                | Nancy Langat                | 4:07,98      | 10. Q      | 4:05.30  | 6. q     | 4:03,86       | brąz    |
| Bieg na 5000 m                | Mercy Cherono               | 15:34,70     | 8. Q       | —        | —        | 14:51,22      | srebro  |
| Bieg na 5000 m                | Viola Kibiwot               | 15:24,47     | 3. Q       | —        | —        | 15:01,67      | 4.      |
| Bieg na 5000 m                | Margaret Wangari Muriuki    | DNF          | DNF        | —        | —        | NQ            | NQ      |
| Bieg na 10 000 m              | Gladys Cherono              | —            | —          | —        | —        | 30:45,17      | srebro  |
| Bieg na 10 000 m              | Emily Chebet                | —            | —          | —        | —        | 30:47,02 (PB) | 4.      |
| Bieg na 10 000 m              | Selly Chepyego Kaptich      | —            | —          | —        | —        | 31:22,11 (PB) | 7.      |
| Maraton                       | Edna Kiplagat               | —            | —          | —        | —        | 2:25:44       | złoto   |
| Maraton                       | Lucy Wangui Kabuu           | —            | —          | —        | —        | 2:44:06 (SB)  | 24.     |
| Maraton                       | Valentine Jepkorir Kipketer | —            | —          | —        | —        | DNF           | DNF     |
| Bieg na 3000 m z przeszkodami | Lidya Chepkurui             | 9:24,19      | 2. Q       | —        | —        | 9:12,55 (PB)  | srebro  |
| Bieg na 3000 m z przeszkodami | Milcah Chemos Cheywa        | 9:36,16      | 8. Q       | —        | —        | 9:11,65 (WL)  | złoto   |
| Bieg na 3000 m z przeszkodami | Hyvin Kiyeng Jepkemoi       | 9:36,19      | 9. Q       | —        | —        | 9:22,05 (PB)  | 6.      |
| Bieg na 3000 m z przeszkodami | Gladys Kipkemoi             | 9:54,22      | 24.        | —        | —        | NQ            | NQ      |